# Imaginos
Albums de Blue Öyster Cult
Club Ninja
(1985) Live 1976
(1991)
Singles
1. Astronomy
Sortie : juillet 1988
2. In the Presence of Another World
Sortie : 1988

Imaginos est le onzième album studio du groupe de hard rock américain Blue Öyster Cult. Il est sorti en juillet 1988 sur le label Columbia et est produit par Sandy Pearlman et Albert Bouchard.

## Historique
Cet album-concept est à l'origine conçu comme un album solo du batteur Albert Bouchard après son renvoi du groupe, en 1981. Il est construit autour d'une histoire conçue par le producteur et parolier Sandy Pearlman, développant une histoire alternative des XIXe et XXe siècles à base de théorie du complot et d'interventions extraterrestres. Une première version de l'album, enregistrée avec l'aide de nombreux musiciens de studio, est rejetée par la maison de disques Columbia Records en 1984.
Retravaillé avec l'apport de membres de Blue Öyster Cult, Imaginos paraît finalement sous une forme abrégée en 1988. Musicalement, il relève davantage du genre heavy metal que les deux albums précédents du groupe. Malgré des critiques positives, c'est un échec commercial, classé seulement à la 122e place du Billboard 200 américain, qui met un terme à leur contrat avec Columbia Records.

## Liste des titres
| 1. | I Am the One You Warned Me Of                                             | Albert Bouchard, Sandy Pearlman, Donald Roeser | Eric Bloom, Jon Rogers | 5:04 |
| 2. | Les Invisibles                                                            | A. Bouchard, Pearlman                          | Roeser                 | 5:33 |
| 3. | In the Presence of Another World                                          | A. Bouchard, Pearlman                          | Bloom                  | 6:26 |
| 4. | Del Rio's Song                                                            | A. Bouchard, Pearlman                          | Bloom                  | 5:31 |
| 5. | The Siege and Investiture of Baron von Frankenstein's Castle at Weisseria | A. Bouchard, Pearlman                          | Joe Cerisano           | 6:43 |

| 6. | Astronomy        | A. Bouchard, Joe Bouchard, Pearlman | Roeser              | 6:47 |
| 7. | Magna Illusion   | A. Bouchard, Pearlman, Roeser       | Roeser              | 5:53 |
| 8. | Blue Öyster Cult | Bloom, Pearlman                     | A. Bouchard, Roeser | 7:18 |
| 9. | Imaginos         | A. Bouchard, Pearlman               | Rogers              | 5:46 |

## Musiciens

### Blue Öyster Cult
- Eric Bloom : chant (1, 3, 4)
- Albert Bouchard : guitare, percussions, chant (8), chœurs
- Joe Bouchard : claviers, chœurs
- Donald "Buck Dharma" Roeser : guitare, chant (2, 6, 7, 8)
- Allen Lanier : claviers

### Musiciens additionnels
- Phil Grande : guitare
- Tommy Zvoncheck : claviers
- Kenny Aaronson : basse
- Thommy Price : batterie
- Joey Cerisano : chant (5)
- Jon Rogers : chant (1, 9)
- Jack Secret : voix
- Shocking U : chœurs (3)
- Daniel Levitin : effets sonores (non crédité)
- « Guitar Orchestra of the State of Imaginos » :
  - Marc Biedermann : guitare (1)
  - Kevin Carlson : guitare
  - Robby Krieger : guitare (7, 8)
  - Tommy Morrongiello : guitare
  - Aldo Nova : guitare
  - Jack Rigg : guitare
  - Joe Satriani : guitare (5)

## Classements
Album
| Pays                       | Durée du classement | Meilleur classement | Date              |
| -------------------------- | ------------------- | ------------------- | ----------------- |
| États-Unis (Billboard 200) | 8 semaines          | 122e                | 10 septembre 1988 |

Single
| Single    | Chart                    | Durée du classement | Position | Date              |
| --------- | ------------------------ | ------------------- | -------- | ----------------- |
| Astronomy | (Mainstream Rock Tracks) | 9 semaines          | 12e      | 10 septembre 1988 |